# Hollywood (Florida)
Hollywood è un comune (city) degli Stati Uniti d'America della contea di Broward nello Stato della Florida. La popolazione era di 140 768 persone al censimento del 2010, il che la rende la dodicesima città più popolosa dello stato e la centosessantasettesima città più popolosa del paese.

## Geografia fisica
Hollywood è situata a 26°01′17″N 80°10′30″W (26.021467, -80.174910).
Secondo lo United States Census Bureau, ha un'area totale di 30,80 miglia quadrate (79,8 km²).

## Storia
Joseph W. Young fondò la città nel 1925. Sognava di costruire una colonia cinematografica sulla East Coast, il nome è un riferimento a Hollywood, un quartiere di Los Angeles, California. Young comprò migliaia di acri di terra intorno al 1920 e decise di chiamare la sua nuova città "Hollywood by the Sea" per distinguerla dall'altra sua impresa immobiliare, "Hollywood in the Hills", in New York.

## Società

### Evoluzione demografica
Secondo il censimento del 2010, c'erano 140,768 persone.

### Etnie e minoranze straniere
Secondo il censimento del 2010, la composizione etnica della città era formata dal 72,7% di bianchi, il 16,7% di afroamericani, lo 0,4% di nativi americani, il 2,4% di asiatici, lo 0,1% di oceaniani, il 3,2% di altre razze, e il 4,5% di due o più etnie. Ispanici o latinos di qualunque razza erano il 32,6% della popolazione.

## Amministrazione

### Gemellaggi
- Lecheria
- Mollendo
- Ciudad de la Costa
- Città del Guatemala
- Herzliya
- Romorantin-Lanthenay
- Baia Mare
- Salvaleón de Higüey
- Valona
- Comodoro Rivadavia